# Fonte do Azinhal
A Fonte do Azinhal é uma estrutura histórica situada junto à aldeia de Santa Clara-a-Velha, no Município de Odemira, na região do Alentejo, em Portugal.

## Descrição e história
A fonte situa-se perto da aldeia, no caminho para a Herdade do Azinhal, em cuja propriedade se encontra. Consiste numa fonte de mergulho, com nicho em forma de abóbada de volta perfeita, e tanque de planta quadrangular. Junto à fonte encontra-se um parque de merendas construído em xisto.
Foi provavelmente instalada no século XIX, e na década de 1980 foi alvo de obras de conservação e arranjo paisagístico, que incluiu a construção do parque de merendas, e a abertura de um nicho com uma estátua em cerâmica. Em Novembro de 2013, a Junta de Freguesia de Santa Clara-a-Velha promoveu uma visita temática à aldeia, no âmbito do programa Visitar Odemira, tendo o roteiro incluído a passagem pela Fonte do Azinhal.